# 1-е Мая (Костромская область)
1-е Мая — хутор в Костромском районе Костромской области. Входит в состав Самсоновского сельского поселения.

## География
Хутор находится в юго-западной части Костромской области, на расстоянии примерно 18 км на юго-запад от станции Кострома-Новая.

### Часовой пояс
Хутор 1-е Мая, как и вся Костромская область, находится в часовой зоне МСК (московское время). Смещение применяемого времени относительно UTC составляет +3:00.

## Население
| 2008 | 2010 | 2014 |
| ---- | ---- | ---- |
| 333  | ↘76  | ↗380 |

### Национальный состав
Согласно результатам переписи 2002 года, в национальной структуре населения русские составляли 97 % из 339 чел.

## Инфраструктура
На хуторе находится ОГБУ «Первомайский психоневрологический интернат».